# Tulosesus impatiens

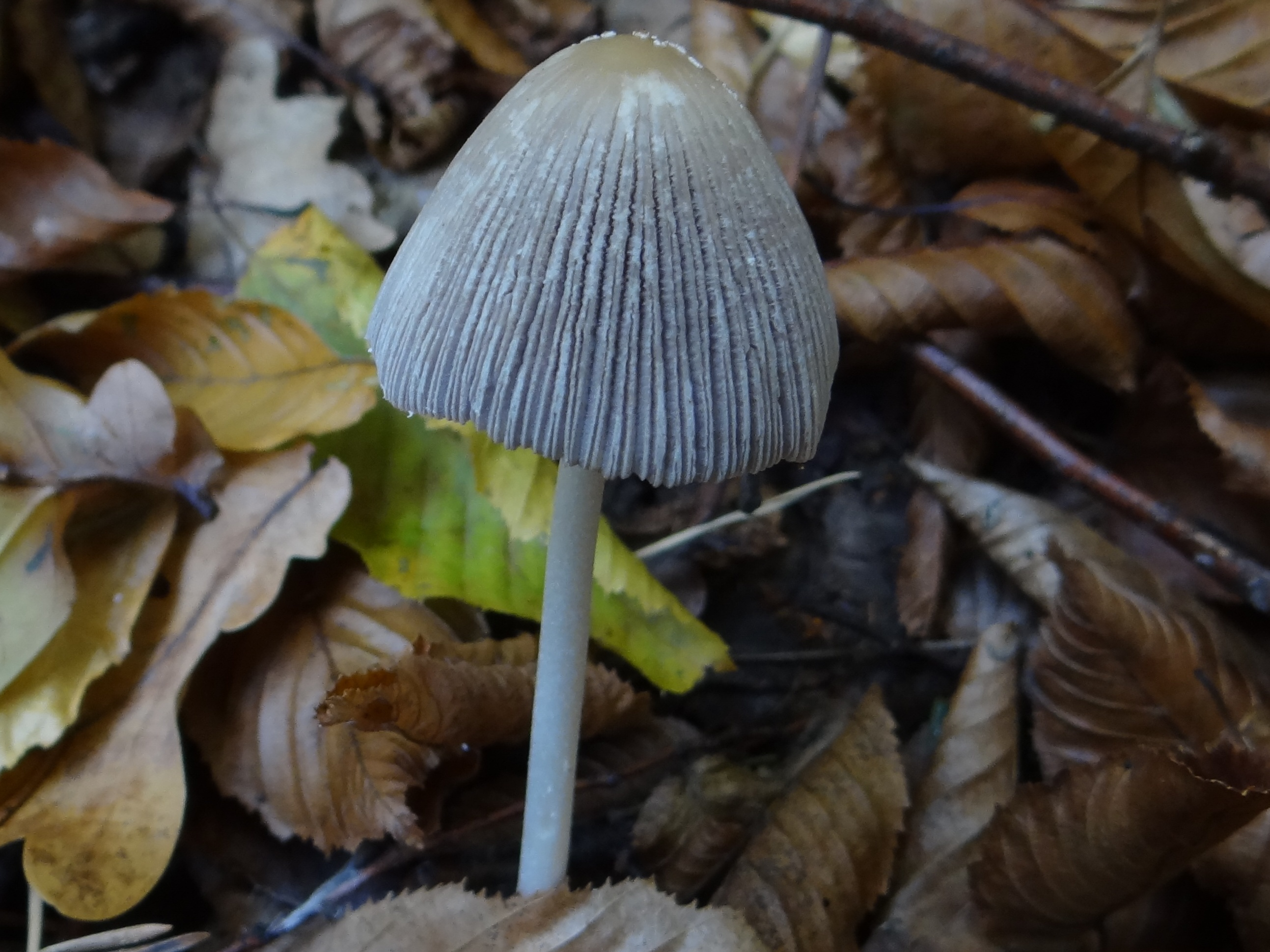

Tulosesus impatiens (Fr.) D. Wächt. & A. Melzer – gatunek grzybów należący do rodziny kruchaweczkowatych (Psathyrellaceae).

## Systematyka i nazewnictwo
Pozycja w klasyfikacji według Index Fungorum: Tulosesus, Psathyrellaceae, Agaricales, Agaricomycetidae, Agaricomycetes, Agaricomycotina, Basidiomycota, Fungi.
Po raz pierwszy takson ten opisałw 1821 r. Elias Fries nadając mu nazwę Agaricus impatiens. Obecną, uznaną przez Index Fungorum nazwę nadali mu w 2020 r. D. Wächt. i A. Melzer.
Synonimy naukowe:

- Agaricus impatiens Fr. 1821
- Coprinarius impatiens (Fr.) Quél. 1886
- Coprinellus impatiens (Fr.) J.E. Lange 1938
- Coprinellus impatiens (Fr.) J.E. Lange, Dansk bot. Ark. 9(no. 6): 93 (1938)
- Coprinus impatiens (Fr.) Quél. 1888
- Psathyrella impatiens (Fr.) Gillet 1936
- Pseudocoprinus impatiens (Fr.) Kühner 1936[2].

Władysław Wojewoda w 2003 r. nadał mu polską nazwę czernidłak szaroblaszkowy. Badania z zakresu filogenetyki molekularnej wykazały jednak, że rodzaj Coprinus nie był taksonem monofiletycznym i należy go rozbić na rodzaje Coprinus (sensu stricto), Coprinopsis, Coprinellus, a także kilka innych. Tak więc nazwa podana przez W. Wojewodę stała się niespójna z nazwą naukową.

## Morfologia
Kapelusz
Średnica 1,5–4 cm. U młodych owocników ma kształt walcowaty lub jajowaty, u dojrzałych szeroko stożkowaty. Powierzchnia jest higrofaniczna i głęboko żłobkowana, niemal do środka kapelusza. Brzeg kapelusza ostry, wierzchołek zawsze pomarańczowy lub czerwonobrązowy, pozostała część kapelusza podczas suchej pogody jest szaro cielista, podczas wilgotnej ma kolor od ochrowego do pomarańczowobrązowego.
Blaszki
Szerokie i szeroko przyrośnięte, o ostrzach jasnych i płatkowatych. U młodych okazów mają kolor kremowocielisty, ale szybko stają się coraz ciemniejsze; początkowo brązowoszare, później ciemno purpurowobrązowe.
Trzon
Wysokość 5–9 cm, grubość 2–4 mm. Jest walcowaty, kruchy i pusty. Powierzchnia gładka, biaława i jedwabista z delikatnymi podłużnymi włókienkami. Podstawa trzonu w kolorze szarym i pilśniowata.
Miąższ
Cienki, białawy, bez wyraźnego smaku i zapachu.
Wysyp zarodników
Czarnobrązowy. Zarodniki elipsoidalne, cienkościenne, o ostrym wierzchołku. Rozmiar 9–12 × 5–6 μm.

## Występowanie i siedlisko
Występuje w Ameryce Północnej i w Europie. W Ameryce jest dość rzadki, w Polsce jego częstość występowania i rozprzestrzenienie wymagają badań.
Rośnie w wilgotnych lasach liściastych, głównie pod bukami, na glebach o odczynie obojętnym lub zasadowym.

## Znaczenie
Saprotrof, grzyb niejadalny.